# In Gowan Ring
In Gowan Ring — музыкальный коллектив из США, исполняющий свою музыку в направлении неофолк. Название группы можно перевести как «В кругу (кольце) маргариток». По словам Б’еирт подобное наименование можно расшифровать следующим образом: в месте, где растущие цветы образуют круг, часто происходит что-то необычное. В переносном же смысле данное словосочетание можно применять к человеку, который одержим некими таинственными, энергетическими последовательными событиями, и тогда он может считать себя находящимся внутри этого круга.
В качестве источника вдохновения для написания материала группы Б’еирт использует природные пространства, такие как океаны, горы, водные глади, пустыни, леса и т. д.

## Состав
- Б’еирт — вокал, инструменты

## Дискография
- 1994 — Love Charms
- 1997 — The Twin Trees
- 1999 — The Glinting Spade
- 2000 — Compendium 1994-2000 (сборник)
- 2001 — The Rites of Samhain
- 2002 — Hazel Steps Through a Weathered Home